# 劉麗萍
劉麗萍（英語：Apple Lai-ping Lau，1963年1月6日—），人稱「Apple姐」，前BIG ECHO KARAOKE創辦人 。

## 簡歷
出生於香港的劉麗萍，在9歲時因為家境清貧，為父親打理從事地盤工作，直至於伊利沙伯中學畢業後，先後在黃頁分類做營業員、開設廣告公司、賣卡拉OK器材。
1990年，她在油尖旺區開設Big Echo卡拉OK連鎖店，其後繼續擴張，高峯期有18間店，後於2003年因沙士疫症所引發之經濟低迷而結業。

## 家庭
劉麗萍育有2女1子，前夫為日籍西川氏，離婚後與前男友麥德羅重拾舊情，一度打算與麥德羅於2018年結婚，後因社會局勢及情緒不穩，婚禮擱置。
2017年1月26日，劉麗萍和麥德羅拍攝有線電視《麥運成功迎新春》節目。
2020年7月，劉麗萍和麥德羅出席富臨生日宴後確診COVID-19，留醫伊利沙伯醫院。57歲劉麗萍並無病徵，而61歲麥德羅則病情嚴重。

## 事件
她一手發掘一代天后容祖兒，其後她還將祖兒無條件轉簽英皇老闆楊受成，除此之外，她曾經營日式料理生意。
2016年11月28日，她一手創立「BIG ECHO I-BOX」（大迴智能地帶）正式開幕，而容祖兒當日有出席活動。